# Triphosa californiata
Triphosa californiata là một loài bướm đêm trong họ Geometridae.